# Cooperação Sul-Sul

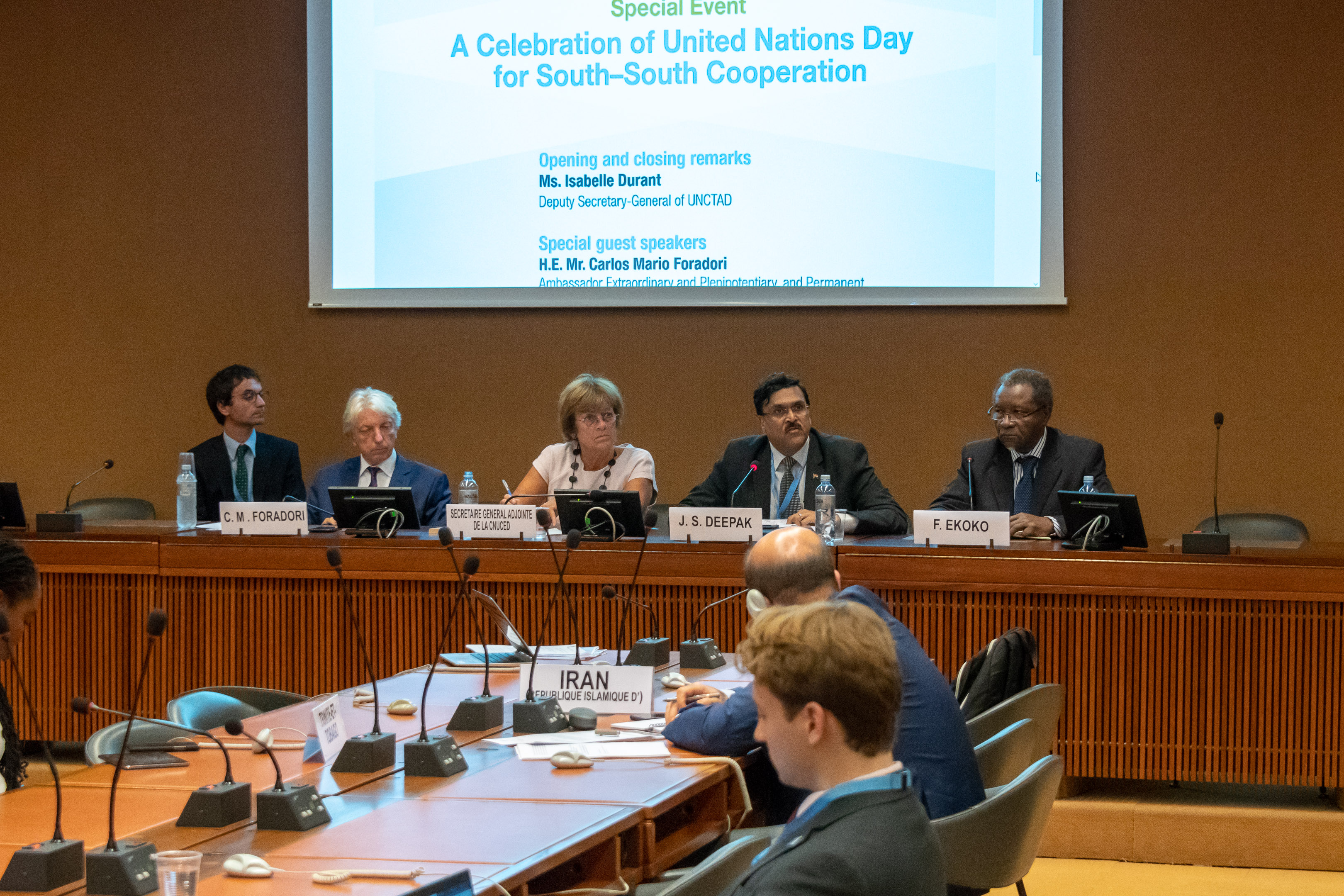
Evento especial sobre o Dia das Nações Unidas para Cooperação Sul-Sul

A cooperação Sul-Sul é um termo historicamente usado por formuladores de políticas e acadêmicos para descrever o intercâmbio de recursos, tecnologia e conhecimento entre países em desenvolvimento, também conhecidos como países do Sul Global. O Sul Global está fazendo contribuições cada vez mais significativas para o desenvolvimento global. A relevância econômica e geopolítica de muitos países tem crescido. No passado, a cooperação Sul-Sul concentrou-se no compartilhamento de conhecimento e na construção de capacidades, mas os países do Sul Global e as novas instituições financeiras recentemente também se tornaram cada vez mais ativos no financiamento do desenvolvimento.
A cooperação Sul-Sul pode ou não, segundo diferentes critérios, incluir as trocas exercidas entre os chamados países emergentes, como BRICs e IBAS. Também pode se dar em nível global (como na ONU, no Movimento Não-Alinhado e no Grupo dos 77) ou regional (como no Mercosul e na CEDEAO).

## História
A cooperação Sul-Sul tem início com o processo de descolonização, ainda no contexto da Guerra Fria, entre o fim da Segunda Guerra Mundial e os anos 1970. Era "Sul-Sul" toda relação entre os países que tinham acabado de ficar independentes, a maioria deles em estágio de extrema pobreza. Isso se dava em contraste com as relações das ex-colônias com as potências (Norte-Sul) e entre os próprios países industrializados (Norte-Norte), fossem eles socialistas ou capitalistas. As relações Sul-Sul eram, muitas vezes, sob influência de interesses das duas grandes potências da bipolaridade: os Estados Unidos e a União Soviética.
A cooperação Sul-Sul tem origens ideológicas no anti-imperialismo, que por sua vez recebeu muita influência de correntes marxistas. A ajuda mútua entre os países pobres era uma forma de fomentar o desenvolvimento sem prejudicar sua soberania.
Um primeiro marco das relações Sul-Sul foi a Conferência Afro-Asiática de Bandung, na Indonésia, em 1955. Lá, ficaram definidos os princípios da ideologia diplomática do não-alinhamento, que em seguida daria origem ao Movimento dos Países Não-Alinhados. Esse movimento reuniu a maior parte dos países do mundo e representou os interesses das nações subdesenvolvidas em fóruns multilaterais (como a ONU), ao mesmo tempo em que promovia a cooperação entre esses mesmos países, dando origem à cooperação Sul-Sul.
Alguns dos principais defensores da cooperação Sul-Sul foram líderes como Josip Broz Tito (Iugoslávia), Jawaharlal Nehru (Índia), Sukarno (Indonésia), Gamal Abdel Nasser (Egito), Muamar Gadafi (Líbia) e Saddam Hussein (Iraque) — muitos dos quais foram ditadores, e não presidentes eleitos democraticamente em seus países. Entre os intelectuais estudiosos do assunto, destacaram-se também Mustafá Masmudi (Tunísia), Samir Amin (Egito), Tárique Aziz (Iraque) e Samuel Pinheiro Guimarães (Brasil).
Em 1978, a ONU criou a Unidade de Cooperação Sul-Sul para promover o comércio Sul-Sul e a colaboração dentro de suas agências. No entanto, a ideia de cooperação Sul-Sul só começou a influenciar o campo do desenvolvimento na prática no final dos anos 1990. A cooperação Sul-Sul tem conseguido diminuir a dependência dos programas de ajuda dos países desenvolvidos e na promoção de uma mudança no jogo de poder internacional.
O fim da Guerra Fria, entre 1989 e 1991, gerou um grande desafio para a cooperação Sul-Sul, que durante décadas se equilibrou sobre o jogo de forças entre as duas superpotências. Com o desaparecimento da União Soviética e do bloco socialista, os países em desenvolvimento perderam tanto o lastro da cooperação socialista quanto o interesse norte-americano em promover ajuda internacional para evitar que entrassem na esfera de influência soviética. Esse foi o caso de países da África, que deixaram de ser objeto de interesse geopolítico de EUA e URSS ao mesmo tempo. Nesse vácuo de poder e intercâmbio econômico, a China é uma potência que vem ocupando gradativamente maior espaço.
Devido ao espectro geográfico, grande parte dessa cooperação se dá no eixo agora conhecido como ASA (América do Sul-África), no Atlântico Sul. A cooperação ASA até agora realizou duas cúpulas: a primeira foi em Abuja, na Nigéria, em 2006, com 53 delegados da África e 12 da América do Sul; a segunda foi na Ilha Margarita, na Venezuela, em setembro de 2009, da qual participaram 49 chefes de Estado da África e 12 da América do Sul.

## Cooperação econômica
Um dos principais objetivos da cooperação é fortalecer e melhorar as relações econômicas entre os países em desenvolvimento. Algumas das áreas em que as nações do Sul esperam melhorar são os investimentos conjuntos em energia e petróleo, o comércio diversificado e a criação de um banco comum. Entre outros acordos regionais de comércio fechados durante a cúpula de 2009 esteve um entre a Venezuela e a África do Sul no setor de petróleo e um memorando de entendimento com Serra Leoa para formar uma empresa de mineração conjunta. Enquanto isso, o Brasil desenvolveu um modelo cada vez mais bem-sucedido de ajuda exterior, com orçamento de mais de US$ 1 bilhão por ano (à frente de muitos doadores tradicionais), concentrado na troca de experiência técnica e em transferência de tecnologia. A forma brasileira de desenvolvimento Sul-Sul tem sido chamada de "modelo global em ascensão".
Os continentes africano e sul-americano têm, juntos, mais de um quarto dos recursos de energia do mundo. Isso inclui a reservas de petróleo e gás natural de Bolívia, Brasil, Equador, Venezuela, Argélia, Angola, Líbia, Nigéria, Chade, Gabão e Guiné Equatorial.

## Articulação política
Outra área em que alguns dos líderes do Sul pretendem ver maior evolução é na arena política. Para eles, a cooperação deveria dar aos subdesenvolvidos maior poder político quando se trata de arena global. Por meio da articulação diplomática entre os governos dos países pobres, tem-se o objetivo de defender posições comuns, falando em uníssono e votando em bloco em fóruns multilaterais. Isso ficou evidente, por exemplo, nas negociações da rodada de Doha em que a Índia teve papel ativo e representou interesses de outros países do Sul frente às doutrinas liberais de comércio internacional de países do Norte.
Algumas lideranças também esperam que a cooperação ofereça maior liberdade na escolha de sistemas políticos. Por exemplo, o ex-presidente venezuelano Hugo Chávez esperava usar a cooperação Sul-Sul como um palco para ampliar o alcance de sua mensagem do socialismo do século XXI.

## Segurança e defesa
As responsabilidades de paz e segurança também estão no topo da agenda para a cooperação. Durante a cúpula de 2009, o Coronel Ghaddafi propôs uma aliança de defesa entre os dois continentes, chamando uma aliança possível de "OTAN do Sul" (sendo que o N OTAN é referência ao Norte) ou OTAS. Este tipo de aliança pretenderia atuar como uma alternativa para o Conselho de Segurança da ONU, em que não há nenhum dos membros permanentes dos dois continentes.

## Desafios e críticas
Independentemente de um contínuo interesse de muitos países da África e da América do Sul, a cooperação Sul-Sul ainda enfrenta grandes desafios. Um exemplo é a falta de capital suficiente para fundar um "Banco do Sul" como alternativa para o FMI e o Banco Mundial.
A crítica mais evidente é que há apenas algumas vozes ainda ouvidas. Essas vozes são, muitas vezes, partidas dos países relativamente ricos e mais poderosos do Sul (como Brasil, a África do Sul, o Irã e a Venezuela).

## Organizações e iniciativas
- Movimento dos Países Não-Alinhados
- BRICs
- IBAS
- Grupo dos 77
- União de Nações Sul-Americanas
- Associação Sul-Asiática para a Cooperação Regional
- Zona de Paz e Cooperação do Atlântico Sul
- Cúpula América do Sul - Países Árabes